# Bolandra
Bolandra A.Gray – rodzaj roślin należący do rodziny skalnicowatych (Saxifragaceae Juss.). Obejmuje 2 gatunki występujące naturalnie w północno-zachodniej części Stanów Zjednoczonych.

## Systematyka
Pozycja i podział rodziny według Angiosperm Phylogeny Website (aktualizowany system APG IV z 2016)
Skalnicowate tworzą grupę siostrzaną dla rodziny agrestowate (Grossulariaceae DC.), wraz z którą wchodzą w skład rzędu skalnicowców (Saxifragales Dumort.).
Pozycja rodziny według systemu Reveala (1994-1999)
Gromada okrytonasienne (Magnoliophyta Cronquist), podgromada Magnoliophytina Frohne & U. Jensen ex Reveal, klasa Rosopsida Batsch, podklasa różowe (Rosidae Takht.), nadrząd Saxifraganae Reveal, rząd skalnicowce (Saxifragales Dumort.), podrząd Saxifragineae Engl., rodzina skalnicowate (Saxifragaceae Juss.)
Wykaz gatunków
- Bolandra californica A.Gray
- Bolandra oregana S.Watson